# Нижнє Мочагіно
Нижнє Моча́гіно (рос. Нижнее Мочагино) — присілок у складі Слободського району Кіровської області, Росія. Входить до складу Світозаревського сільського поселення.
Населення становить 63 особи (2010, 89 у 2002).
Національний склад станом на 2002 рік — удмурти 88 %.